# 真夜中のアリアドネ
『真夜中のアリアドネ』（まよなかのアリアドネ）は、霜月かよ子による日本の漫画作品。

## 概要
「別冊フレンド」（講談社）にて2006年5月号から2007年6月号まで連載されていた。また、番外編『蔓』が「別冊フレンド増刊」2007年9月号に掲載された。単行本は全4巻。
単行本には「マット加工」（光沢を抑えたつや消し加工）がされているが、第2巻初版がミスで加工がなされず、無償交換が行われた。

## あらすじ
背が低いことが悩みの千代子。平凡な日々を送っていた千代子だったが、高校で幼なじみの知治と再会。
帰り道、忘れ物を届けようと知治を追っていき、謎の地下の高級クラブに迷い込んでしまう……。

## 登場人物
綿谷 千代子（わたや ちよこ）
高校1年生。身長141cmと小柄だが、よく食べる（お弁当は3段）。愛称は「ちょこ」。知治からは「トロちょこ」と呼ばれる。
丘賀 知治（きゅうが ちはる）
高校1年生。失踪した姉の行方を掴むため、また、父親の入院費を稼ぐために、地下クラブで女装してホステスをしている。
野上 修吾（のがみ しゅうご）
高校2年生。地下クラブで黒服をしており、同じく知世を探している。老け顔で、千代子は初めて会った時25歳くらいかと思った。
丘賀 知世（きゅうが ちよ）
知治の姉。ある日、いつものように出かけ、そのまま帰らなくなる。消息不明。
おかか・おこげ
知治の飼い犬。元々は知世が買った。
圭（けい）
地下クラブのオーナーらしき人物。知世に執着している。

## タイトル
アリアドネは、迷宮中に住むミノタウロスと共に囚われの身であった「迷宮の女主人」のことである。

## 書誌情報
- 霜月かよ子『真夜中のアリアドネ』講談社〈KC別冊フレンド〉全4巻
  1. 2006年9月13日発売、ISBN 978-4-06-341488-2[1]
  2. 2007年1月10日発売、ISBN 978-4-06-341506-3[2]
  3. 2007年5月11日発売、ISBN 978-4-06-341524-7[3]
  4. 2007年9月13日発売、ISBN 978-4-06-341543-8[4]